# Беглуци (Дервента)
Беглуци су насељено мјесто у општини Дервента, Република Српска, БиХ. Према попису становништва из 2013. у насељу су живјела 94 становника.

## Становништво
| Демографија | Демографија | Демографија |
| Година      | Становника  | Становника  |
| ----------- | ----------- | ----------- |
| 1971.       | 754         |             |
| 1981.       | 753         |             |
| 1991.       | 921         |             |
| 2013.       | 94          |             |